# Корпус на българските волунтири (1854 – 1856)
Корпусът на българската волунтири е доброволческа бойна част, организирана от задгранични български организации, действала през Кримската война от 1854-1856 г.
Включва се в бойните действия на страната на руската армия. Българите участват във войната още от март 1854 г. – след преминаването на руската армия в Добруджа и обсадата на Силистра. Доброволците са наречени волунтири. Активна дейност в организирането им развива д-р Иван Селимински. Той създава най-големия български отряд от волонтири първоначално от 2000, достигнали в хода на военните действия до 4000 души, действащи в помощ на руските войски.
Избухването на войната и първите успехи на руската армия обнадеждават за пореден път и българската емиграция. Влиятелни търговци, сред които братята Христо и Евлоги Георгиеви, Христо Мустаков, Константин Чокан и др., основават в Букурещ организация, наречена „Епитропия“ и придобила известност по-късно като Добродетелна дружина. Почти по същото време се обединява и българската колония в Южна Русия. Под ръководството на Никола Палаузов, Никола Тошков и Стефан Тошкович в Одеса е създадена политическа организация под името Одеско бьлгарско настоятелство. Най-важната цел, която си поставят новосъздадените емигрантски политически формации, се свежда до сформирането на доброволчески отряд, който да се включи в бойните действия на страната на руската армия.
Първоначално руското правителство гледа на настоятелството с подозрение, но възможността за използване на българите в хода на войната изглежда примамлива и скоро опасенията са приглушени. Нещо повече – Главната квартира на Дунавската армия привлича Никола Палаузов за координатор между военните власти и българската емиграция.
Във войната се включват активно и българите в Украйна и Бесарабия. От самото начало на войната те организират доброволно парични дарения, доставка на храни и транспортирането на имущество за армията. През лятото на 1855 година в домовете на българи в Одеса и съседните колонии са настанени 1200 ранени, за които няма място в одеските болници. Правят се опити за създаване на доброволчески части от местни българи, но руското правителство твърдо отказва. Въпреки това украински българи и много формирани от местни войводи, като Бойчо войвода, чети участват в други формирования, особено при действията в Добруджа и обсадата на Силистра. Четите на Бойчо войвода, на Димитър Калъчлията и други българи след оттеглянето на руснаците започват самостоятелно активни подривно-военни действия срещу турските войски . Образува се цяла хайдушка армия действаща в тила на турците. Фактически султанските сили попадат в партизанска война подпомагаща обсадените в Севастопол от тях и западноевропейци руски части. Това принуждава сливенският управител Зейнил паша да разгърне широкомащабна офанзива срещу бунтовниците. В Стара планина се разгарят ожесточени сражения.
Когато Русия вдига обсадата на Силистра, разпуска българските доброволчески отряди и започва да се изтегля от Влашко и Молдова, в Добруджа започват погроми срещу християните, като отделни убийства има дори в големи градове, като Варна. Това предизвиква бежанска вълна, като около 7 хиляди българи заминават за Бесарабия, но почти всички се връщат по родните си места след края на войната.
В Парижкия мирен договор българският политически въпрос въобще не се третира. Последнити опити за освобождение на българите следствие Кримската война са въстанията в България през лятото на 1856 г. останали в историята като Димитракиевата буна в Кулско и това в Габровско наречено по името на водача му Въстание на Капитан Дядо Никола.